# Bernard Walraad van Welderen Rengers
Bernhard Walraad van Welderen baron Rengers (IJsbrechtum, 29 maart 1777 - Leeuwarden, 23 september 1823) was een Nederlands bestuurder.

## Persoonlijk leven
Rengers werd gedoopt op 2 april 1777 in de Jacobijnerkerk in Leeuwarden. Hij was een zoon van Egbert van Burmania Rengers en Wilhelmina de Beijer. Het gezin woonde op de Epema State in IJsbrechtum. Zijn vader, die grietman en dijkgraaf van Wymbritseradeel was, werd in 1795 (in de Franse tijd) afgezet en vertrok met zijn gezin naar Leeuwarden. Rengers zelf verliet Leeuwarden in 1796 voor een studie Romeins en hedendaags recht in Groningen. In 1798 trouwde hij er met Louise Christina Alberda van Bloemersma (1778-1855). Zij vestigden zich tussen 1806 en 1811 op de Epemastate; zij kregen negen kinderen van wie er twee vroeg overleden.
In 1814 werd Rengers erkend (met nogal wat familieleden) als edele van Friesland en verkreeg zo het predicaat jonkheer, vanaf 1822 werd erkend de titel van baron.

## Loopbaan
Rengers werd in 1806 drost van de grietenijen Rauwerd en Wymbritseradeel. Vervolgens werd hij kwartierdrost (1807-1811) en sous-prefect (1811-1813) van Sneek. Hij was lid van de Provinciale Staten van Friesland (1814-1823) en in 1815 buitengewoon lid van de Staten-Generaal. Hij werd in 1816, net als zijn vader en grootvader voor hem, grietman in Wymbritseradeel. In 1824 werd hij hierin opgevolgd door zijn zoon Sjuck van Welderen Rengers.